# Perron (architecture)
Pour les articles homonymes, voir perron.

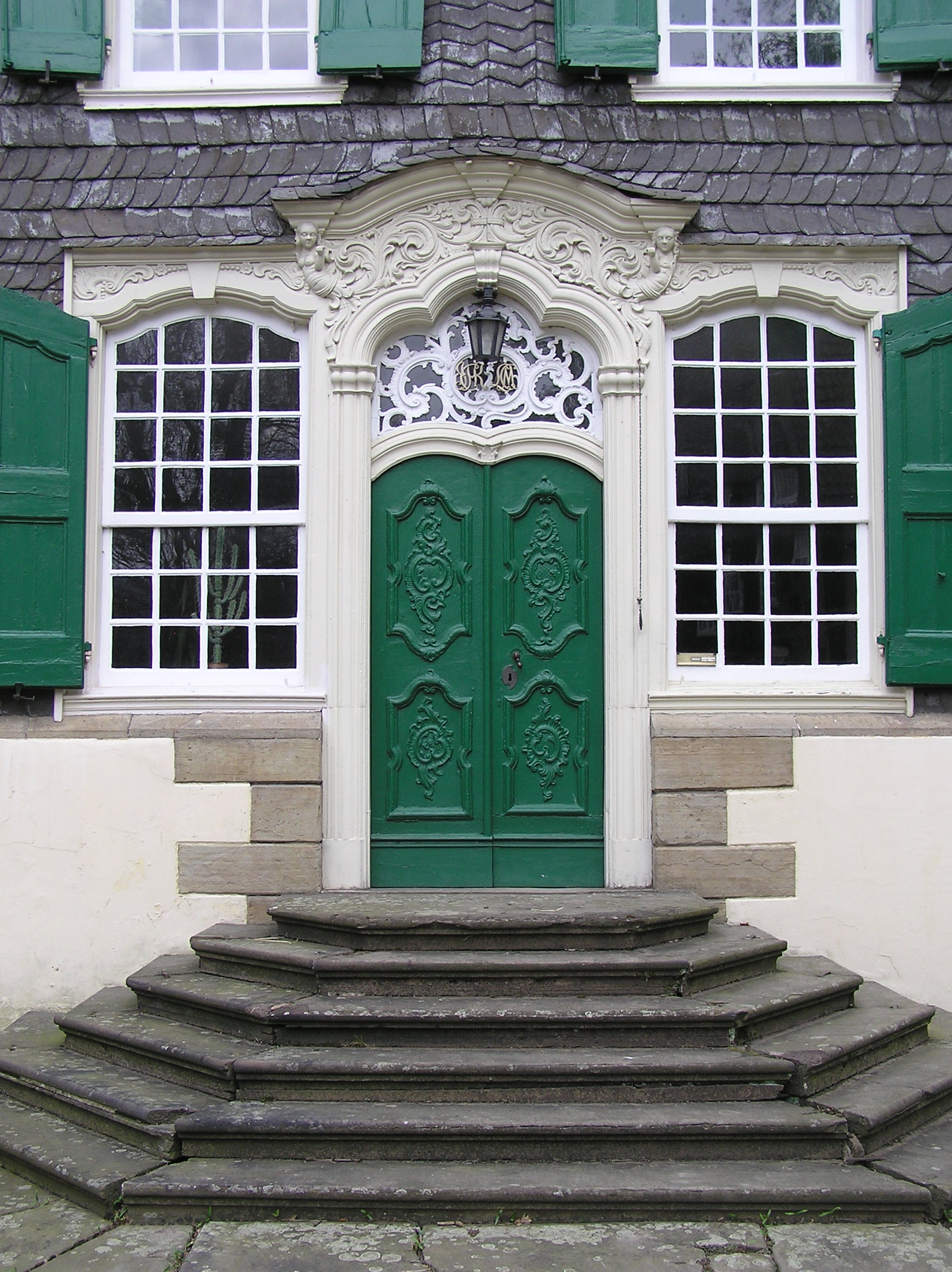
Un perron.

En architecture, un perron est un escalier de pierre se terminant par une plate-forme, ou palier, devant l'entrée principale d'un bâtiment. Cette plate-forme peut prendre l'aspect d'une terrasse et peut passer au-dessus d'un saut de loup. Cet ensemble de quelques marches en pierre peut aussi relier dans un parc des terrains élevés à des niveaux différents.
Pendant le Moyen Âge, le mot « perron » s’emploie communément pour désigner l’emmarchement extérieur qui mène à l'entrée dans la salle principale du château ou du palais. Ces perrons, par l’importance qu’ils prenaient dans les palais et châteaux, étaient richement bâtis, ornés de balustrades et de figures sculptées. Le perron fait office de lieu de réunion.

## Galerie

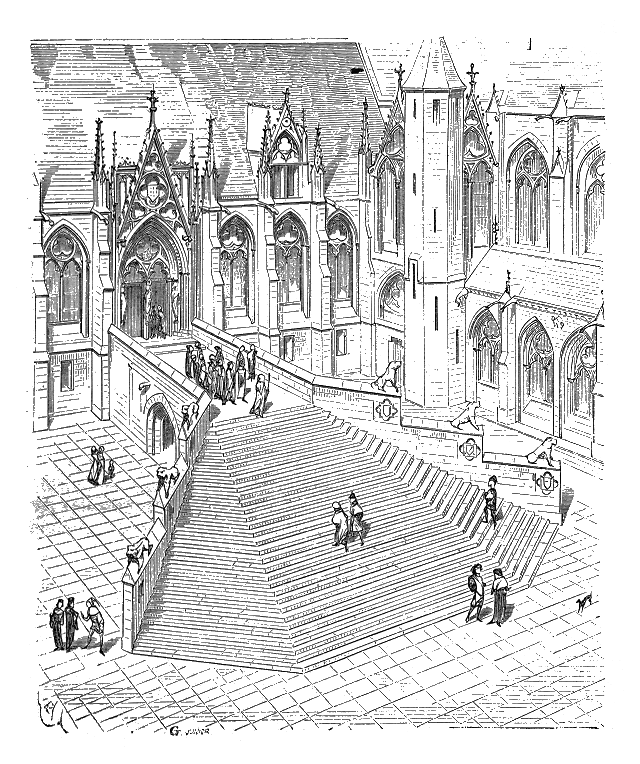
Perron de la Sainte-Chapelle à Paris, dessin d'Eugène Viollet-le-Duc.
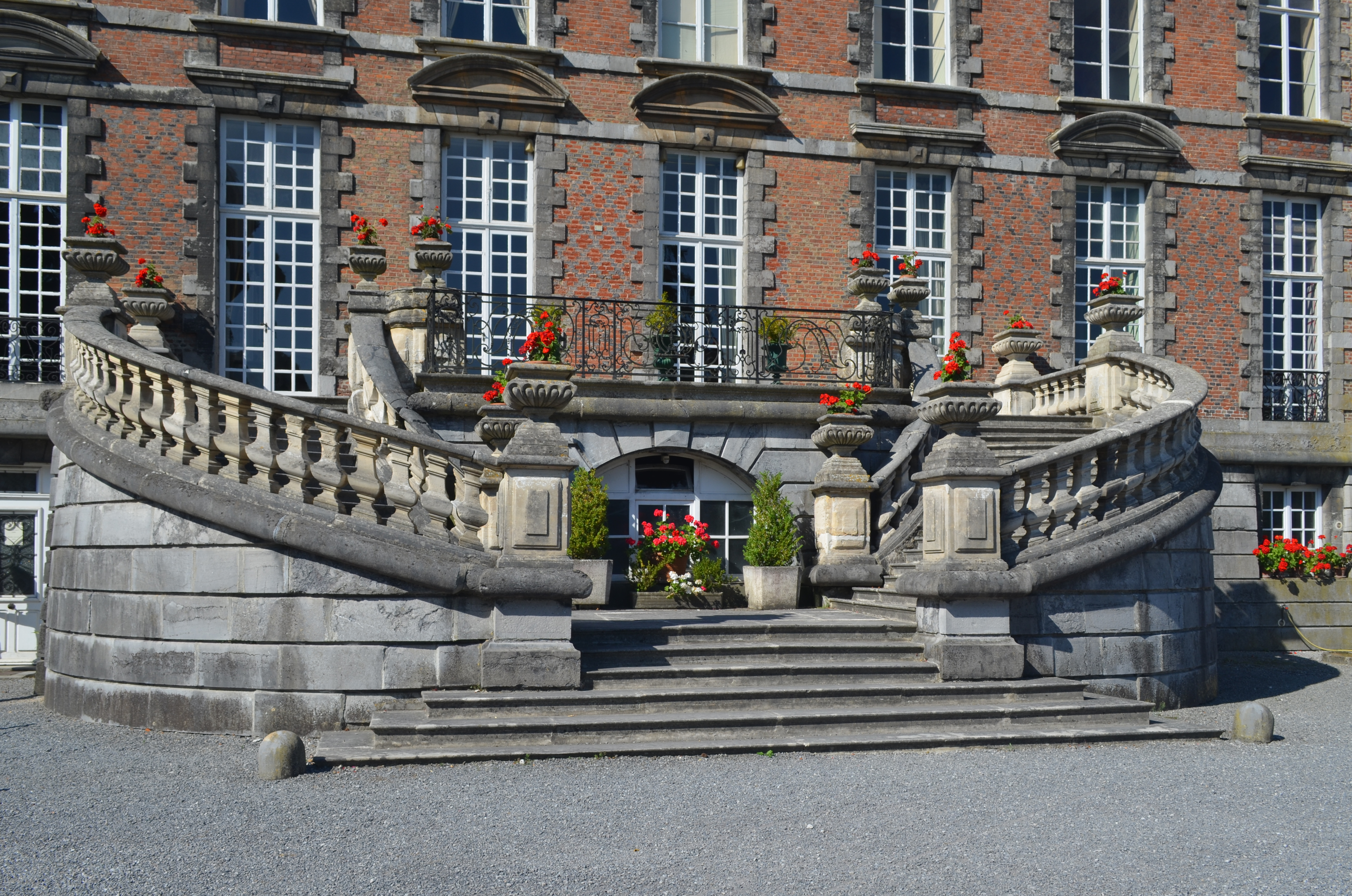
Château de Trélon.
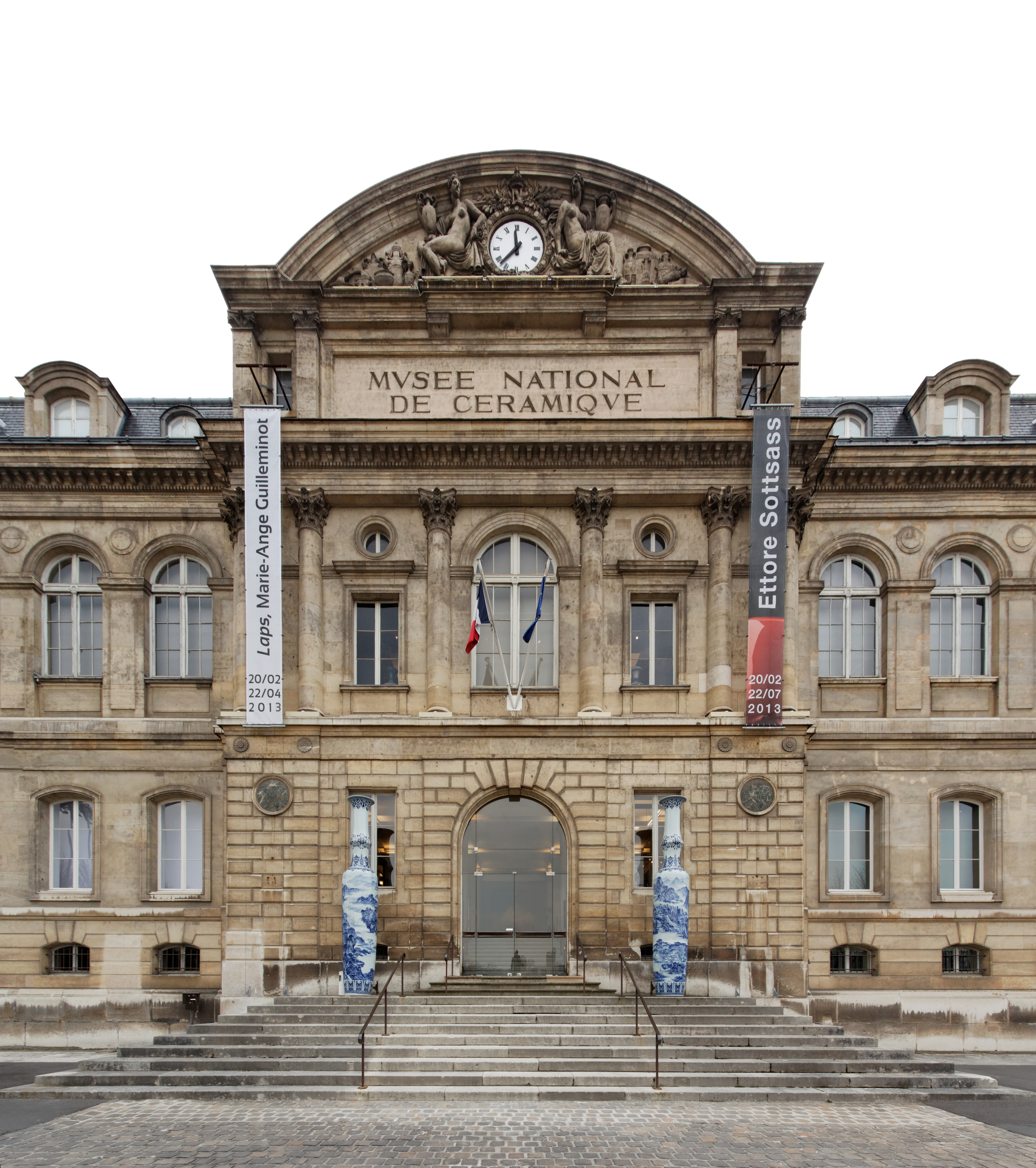
Musée national de céramique, Sèvres.
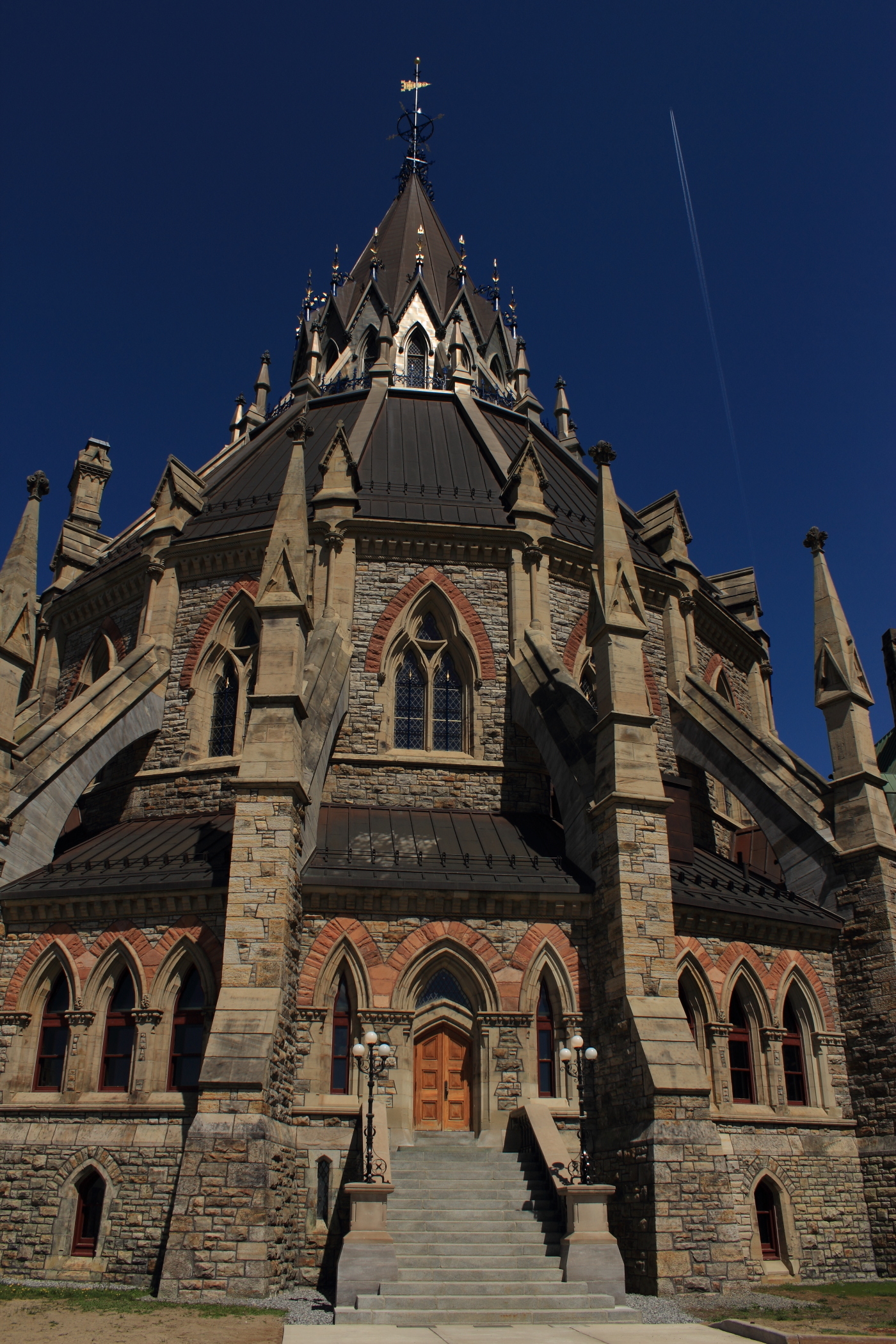
Bibliothèque du Parlement, Ottawa.